# Ahmad az-Zahir
Ahmad Dżamal az-Zahir (arab.: أحمد جمال الظاهر, hebr.: אחמד כאמל א-ד'אהר, ang.: Ahmed A-Dahar, ur. 1906 w Nazarecie, zm. 6 lutego 1984) – izraelski polityk narodowości arabskiej, w latach 1959–1965 poseł do Knesetu z listy partii Postęp i Rozwój.

## Życiorys
Urodził się w 1906 w palestyńskim Nazarecie należącym wówczas do Imperium Osmańskiego. Przez przeszło trzydzieści lat był członkiem rady miejskiej Nazaretu.
W wyborach parlamentarnych w 1959 po raz pierwszy dostał się do izraelskiego parlamentu jako jeden z dwóch posłów partii Postęp i Rozwój. W kolejnych wyborach uzyskał reelekcję, miejsce w parlamencie stracił w  1965.
Zmarł 6 lutego 1984 w wieku siedemdziesięciu siedmiu lat.